# Muhammed Batuhan Daştan
Muhammed Batuhan Daştan (* 7. August 1997 in Bursa) ist ein türkischer Schachspieler.
Er spielte bei zwei Schacholympiaden: 2012 (für die 2. Mannschaft) und 2018. Außerdem nahm er 2017 in Chanty-Mansijsk an der Mannschaftsweltmeisterschaft teil.
Im Jahre 2013 wurde ihm der Titel Internationaler Meister (IM) verliehen. Der Großmeister-Titel (GM) wurde ihm 2016 verliehen. Seine höchste Elo-Zahl war 2582 im August 2019.
| Hier fehlt eine Grafik, die leider im Moment aus technischen Gründen nicht angezeigt werden kann. Wir arbeiten daran! |